# Il vento, di sera
Il vento, di sera è un film del 2004 diretto da Andrea Adriatico.
Il soggetto del film, prodotto da Teatri di vita (successivamente acquisito da Cinemare), si ispira all'omicidio di Marco Biagi da parte delle Brigate Rosse nel 2002 e alla questione del riconoscimento delle unioni civili per le persone omosessuali che in Italia, all'epoca della realizzazione del film, non esistevano.
Nel 2007 è uscito il dvd del film, con sottotitoli in varie lingue e diversi extra.

## Trama
Marco, un uomo distinto, esce dalla stazione, prende la bicicletta e si avvia verso casa, mentre qualcuno lo osserva e manda misteriosi sms a qualcuno. Quando l'uomo apre il portone di casa qualcuno gli spara. Il suo compagno Luca arriva, ma il killer spara anche a lui. Paolo, un vicino di casa, scende in strada seguito da Francesca, una sua vicina. In strada i due vedono i due corpi. Paolo è paralizzato, Francesca cerca di chiamare aiuto, mentre si raduna una piccola folla, e subito arrivano la polizia e un'ambulanza che porta via Luca.
All'ospedale Marco, che era un importante uomo politico, muore: Luca è l'unico testimone dell'omicidio. Paolo, giunto in ospedale, è sconvolto, ma viene allontanato dalla struttura.
Paolo esce angosciato dall'ospedale quando riceve una telefonata dai genitori di Luca, che avevano avuto notizie allarmanti e volevano accertarsi che il figlio stesse bene. Ma Paolo dà loro la notizia della morte, e allora la madre di Luca si scaglia contro di lui, accusandolo di essere stato la rovina di Luca e intimandogli di andar via dalla casa in cui vive, che è intestata a Luca.
Intanto Francesca scopre per caso che suo marito la tradisce con un'altra donna. Paolo e Francesca si incontrano di nuovo, confidanondosi i rispettivi dolori. Ma Paolo sente che Francesca non può realmente capirlo, si allontana e crolla.

## Accoglienza
Il film è stato presentato al Festival di Berlino, e successivamente in numerosi festival tra cui: 6º Method Fest - Breakout Independent Film Festival, Burbank (USA); 31º Festival du Film Européen, Bruxelles (B); Crossing Europe, Linz (A); 7º Mix Mexico, Sexual Diversity Film/Video Festival, Città del Messico (MEX); 4º Open Roads, New Italian Cinema, Lincoln Center, New York (USA); 28º San Francisco International Lesbian & Gay Film Festival, San Francisco (USA); image+nation, Montreal's International Queer Film Festival, Montreal (CAN); 19º London Lesbian & Gay Film Festival, Londra (UK); Bellaria Film Festival Anteprima, Bellaria (I); Italian Film Festival, Adelaide, Brisbane, Canberra, Melbourne, Perth, Sydney (AUS).

## Riconoscimenti
- 2004 - Roseto opera prima
  - Rosa d'oro
- 2005 - Clorofilla Film Festival
  - Premio come miglior attore a Corso Salani